# Jukio Kasaja
Jukio Kasaja (japonsko 笠谷 幸生), japonski smučarski skakalec, * 17. avgust 1943, Joiči, Hokkaido, Japonska, † 23. april 2024, Saporo, Japonska.
Kasaja je tekmoval na mednarodnih prireditvah v letih med 1969 in 1973. Njegov največji uspeh je osvojitev zlate olimpijske medalje leta 1972.

## Tekmovalna kariera
Kasaja je osvojil naslov svetovnega podprvaka na Svetovnem prvenstvu 1970 v Vysoké Tatryju.
V sezoni 1971/72 je zmagal na prvih treh tekmah Novoletne turneje, pred zadnjo tekmo pa se je vrnil v domovino na priprave za Zimske olimpijske igre 1972 v Saporu. Tam je Kasaja postal prvak na srednji skakalnici in s tem postal prvi japonski prvak zimskih olimpijskih iger.